# 2002年ドイツ連邦議会選挙
2002年ドイツ連邦議会選挙（2002ねんドイツれんぽうぎかいせんきょ、ドイツ語: Bundestagswahl 2002）は、ドイツ連邦共和国の下院にあたる連邦議会の議員を選出するために2002年9月に行われたドイツにおける選挙である。

## 概説
この選挙では、1998年の選挙で発足した社会民主党 (SPD)・同盟90/緑の党 (B90/G) の連立（赤緑連合）によるゲアハルト・シュレーダー政権の継続か、キリスト教民主同盟・キリスト教社会同盟 (CDU / CSU) の政権復帰かが大きな争点となった。赤緑連合とCDU / CSUによる大接戦となったが、最終的に赤緑連合が僅差で政権を維持することに成功した。

## 選挙データ
- 投票日：2002年9月22日
- 首相：ゲアハルト・シュレーダー（社会民主党）……同盟90/緑の党との連立政権（赤緑連合）
- 連邦議会議員定数：598議席（小選挙区299議席）……超過議席のため選挙ごとに変動する。
- 選挙制度：比例代表制（小選挙区比例代表併用制）
  - 全体の議席は第2投票（政党名簿への投票）の得票に基づいた比例配分で決定されるが、少数政党の乱立を防止する観点から、(1) 第2投票で有効得票の5%以上を獲得、(2) 第1投票（選挙区候補者への投票）で3人以上の当選者を出した、いずれかの要件を満たした政党にのみ議席配分が行われる。なお、選挙区議席が比例配分議席を上回った場合は超過議席となる。
- 選挙権と被選挙権：満18歳以上のドイツ国民

## 選挙結果
- 有権者数：61,432,868名
- 投票率：79.1%
- 投票者数：48,582,761名
- 有効票数：47,841,724票

|                          |                         |                                |            |            |            |          |           |            |
| 党派                     | 党派                    | 党派                           | 候補者投票 | 候補者投票 | 政党投票   | 政党投票 | 議席数    | 議席数     |
| 党派                     | 党派                    | 党派                           | 得票数     | %          | 得票       | %        | 全体 議席 | （選挙区） |
|                          | ドイツ社会民主党（SPD)  | ドイツ社会民主党（SPD)         | 20,059,967 | 41.9       | 18,488,668 | 38.5     | 251       | 171        |
|                          | CDU/CSU                 | ドイツキリスト教民主同盟 (CDU) | 15,336,512 | 32.1       | 14,167,561 | 29.5     | 190       | 82         |
| キリスト教社会同盟 (CSU) | CDU/CSU                 | 4,311,178                      | 9.0        | 4,315,080  | 9.0        | 58       | 43        |            |
| CDU/CSU 小計             | CDU/CSU                 | 19,647,690                     | 41.1       | 18,482,641 | 38.5       | 248      | 125       |            |
|                          | 同盟90/緑の党（B90/Gr） | 同盟90/緑の党（B90/Gr）        | 2,693,794  | 5.8        | 4,110,355  | 8.6      | 55        | 1          |
|                          | 自由民主党（FDP)        | 自由民主党（FDP)               | 2,752,796  | 5.8        | 3,538,815  | 7.4      | 47        | 0          |
|                          | 民主社会党 (PDS)        | 民主社会党 (PDS)               | 2,079,203  | 4.3        | 1,916,702  | 4.0      | 2         | 2          |
|                          | シル党(Schill)          | シル党(Schill)                 | 120,330    | 0.3        | 400,476    | 0.8      | 0         | 0          |
|                          | 共和党 (REP)            | 共和党 (REP)                   | 55,947     | 0.1        | 280,671    | 0.6      | 0         | 0          |
| 議席合計                 | 議席合計                | 議席合計                       | 議席合計   | 議席合計   | 議席合計   | 議席合計 | 603       | 299        |

SPD と CDU/CSU の得票率が共に 38.5% で並ぶほどの大接戦となったが、SPD が超過議席で CDU/CSU を4議席上回り第1党を維持した。また連立与党である B90/G も得票率を前回より2ポイント近く伸ばして議席を増やすことに成功し、両党で合わせて野党全体に対して9議席余りの差をつけて政権を維持することに成功した。SPD が旧東ドイツ地域で支持を伸ばしたため、PDS は1998年選挙と比べて60万近い票を減らし、比例議席配分を受けるのに最低限必要な 5% のラインを突破できず、選挙区でも2議席に留まったため、連邦議会会派の資格を失うこととなった。SPDの勝因としてはアメリカによるイラク戦争に対する不参加の意志を表明した事、選挙運動期間中の8月に発生したザクセン地方エルベ川流域の大洪水の被災地に対する迅速な救済措置が挙げられる。
選挙で勝利を収めたシュレーダー連邦首相は、選挙後の10月22日に赤緑連合による第2次政権を発足させた。